# Cot Manggie
Cot Manggie is een bestuurslaag in het regentschap Aceh Barat van de provincie Atjeh, Indonesië. Cot Manggie telt 101 inwoners (volkstelling 2010).